# Кастельйон (провінція)
Кастельйо́н[джерело?] (ісп. Castellón, вал. Castelló) — провінція на сході Іспанії у складі автономного співтовариства Валенсія. Вона межує з провінціями Валенсія на півдні, Теруель на заході, Таррагона (Каталонія) на півночі і Середземним морем на сході. Адміністративний центр — Кастельйон-де-ла-Плана; тут проживає близько 30 % населення провінції.